# 派恩普莱恩斯
派恩普莱恩斯（英語：Pine Plains）是位于美国纽约州达奇斯县的一个镇，地处达奇斯县北部。2010年美国人口普查时，该镇有2473人。1740年左右，摩拉维亚弟兄会传教士最早来此定居。1823年，该镇从东北镇分出，正式建立。